# جوني فيتيغ
جوني فيتيغ (بالإنجليزية: Johnnie Wittig) هو لاعب كرة قاعدة أمريكي، ولد في 16 يونيو 1914 في بالتيمور في الولايات المتحدة، وتوفي في 24 فبراير 1999 في ناساودوكس في الولايات المتحدة.

## وصلات خارجية
- جوني فيتيغ على موقع دوري كرة القاعدة الرئيسي (الإنجليزية)
- جوني فيتيغ على موقعبيزبول رفرنس.كوم (الدوري الرئيسي) (الإنجليزية)
- جوني فيتيغ على موقعبيزبول رفرنس.كوم (الدوري الثانوي) (الإنجليزية)